# 瓦拉加万克修道院
瓦拉加萬克修道院 （意为“瓦拉格的修道院”，意为“七教堂”）是一座已经不复存在的亚美尼亚使徒教会修道院，位于土耳其东部凡城东南9公里的埃雷克山坡上。
瓦拉加萬克修道院由瓦斯普拉坎亚美尼亚国王谢涅克里姆·阿尔茨鲁尼建造于11世纪初，最初是阿尔茨鲁尼的墓地，后来成为凡城亞美尼亞使徒教會大主教的所在地，自成立以来命运多舛，饱受兵燹之祸。该修道院被历史学家阿拉·萨拉菲安描述为亚美尼亚教会最伟大的修道院中心之一，另一位研究亚美尼亚历史的学者罗伯特·H·休森亦将其描述为凡湖地区最富有、最著名的修道院。1915年4月至5月，亚美尼亚大屠杀期间，奥斯曼帝国军队袭击了该修道院，并烧毁了其大部分建筑。其剩余的部分也在20世纪60年代进一步遭到破坏，只有少数部分至今仍保存完好。

## 历史

### 前身

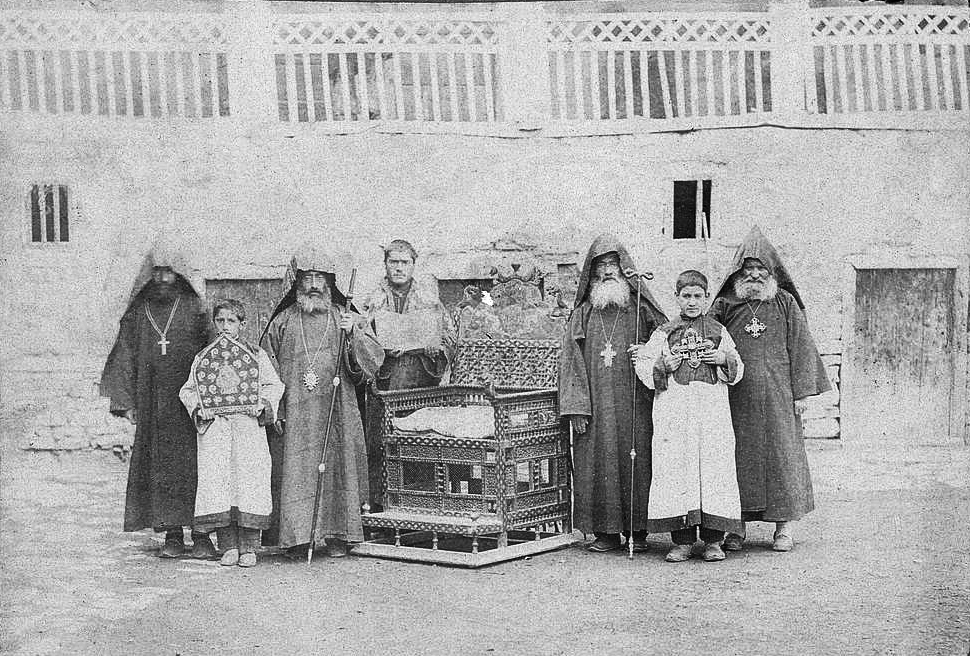
亚美尼亚僧侣和男孩在瓦拉加万克修道院内谢涅克里姆国王的宝座前，摄于19世纪末

据史料记载，在公元三世纪末，圣赫里普西姆将她脖子上佩戴的真十字架的残骸藏在今修道院的遗址上。公元653年，当该位置被发现时，卡托利科斯建造者拿施斯在当地建造了圣迹教堂，罗伯特·休森将其描述为“一座简朴的隐居处”。拿施斯还设立了瓦拉格圣十字节，亚美尼亚使徒教会通常会在最接近9月28日的周日庆祝该节日，这个日期大概在十字架节两周后。
亚美尼亚国王加吉克一世的女儿、瓦斯普拉坎未来君主谢涅克里姆·阿尔茨鲁尼的配偶胡舒什王后于981年在此地修建了一座教堂，供奉使徒教會神學裡的耶穌。中世纪晚期，该教堂被改建为城堡，与此同时，人们还在城堡的北部修建了圣霍夫汉内斯教堂。

### 建造
谢涅克里姆·阿尔茨鲁尼统治初期，他主持修筑了瓦拉加万克修道院，用于存放自圣赫里普西姆时代以来一直保留在此地的真十字架遗物。1021年，当拜占庭占领瓦斯普拉坎後，谢涅克里姆将圣物带到了錫瓦斯，次年他的儿子阿托姆在那里建立了圣迹修道院。1025年，谢涅克里姆去世后被埋葬在瓦拉加万克修道院，真十字架也回到了该修道院内。由于担心遭到穆斯林的袭击，瓦拉加万克的古卡斯神父于1237年带着真十字架前往亚美尼亚东北部的塔武什，定居在阿纳帕特修道院，该修道院后来更名为诺尔瓦拉加万克。1318年，蒙古人入侵凡城，并洗劫破坏了当地大部分教堂，其中也包括瓦拉加万克修道院，当时，凡城一带只有庇护僧侣的圣霍夫汉内斯教堂得以逃过一劫。在蒙古人离开後30年间，人们修复了瓦拉加万克修道院。

### 近代

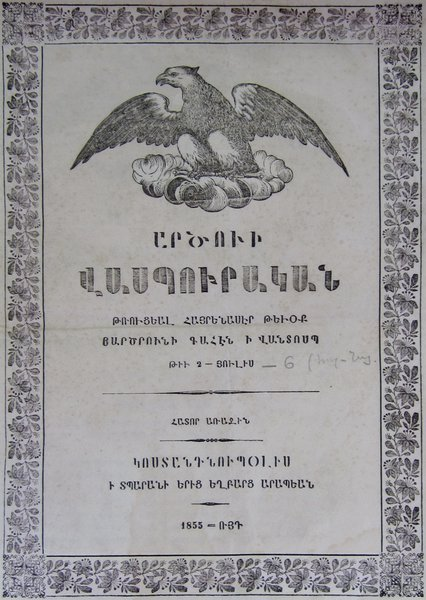
《瓦斯普拉坎之鹰》

1534年，萨法维王朝皇帝塔赫玛斯普一世的部队洗劫了修道院。1648年，凡城一带发生地震，瓦拉加万克修道院及其邻近的建筑皆被地震摧毁。修道院院长基拉科斯获得了凡城富商的经济资助，随即着手修复修道院。据同时代一位住在大不里士的历史学家阿拉克尔所述，基拉科斯共修复翻新了四座教堂。1648年，建筑师蒂拉图尔在圣母教堂西侧建造了一个方形前厅，并在19世纪时作为教堂使用。前厅西侧是17世纪的三拱形露天门廊，北侧是圣十字教堂，南侧是17世纪的锡安教堂。教堂西侧入口的门楣上还刻有乌拉尔图楔形文字铭文。1651年，霍沙普城堡的苏莱曼王子领军入侵修道院，将圣十字架、手稿和珍宝劫走，其中十字架后来被赎回，并于1655年被带到凡城的蒂拉迈尔教堂。与此同时，瓦拉加万克修道院也在17世纪末衰落，1679年，由于经济困难，修道院出售了珍宝。大主教舒沙内齊于1724年对修道院再度进行了翻修。1779年，巴格达萨尔神父在修道院前厅墙壁上装饰了绘有国王阿布加尔五世、狄奥多西一世、圣赫里普西姆、加百列等人的壁画。根据建筑史学者穆拉德·哈斯拉江的说法，壁画融合了亚美尼亚、波斯和西欧艺术风格。
1803年，瓦拉加万克修道院周围修建了一堵墙。十四年后，大主教加卢斯特将圣十字教堂彻底翻修，并将其改建为手稿存放处。1832 年，凡城的塔穆尔帕夏抢劫了修道院的财宝，并勒死了院内的神父。1849年，希羅扬神父修复了被地震摧毁的锡安教堂，并将其改建为小麦仓库。在19世纪50年代以后，受到英美传教使团的影响，以及亚美尼亚人民族独立意识的觉醒，修道院逐渐成为西亚美尼亚的文教中心，姆克尔蒂奇·赫里米安于1858年成为该修道院院长，並将他在伊斯坦布尔创办的《瓦斯普拉坎之鹰》迁到院内，在修道院内印刷出版，成为亚美尼亚第一家本土报刊，直到1864年停刊，而赫里米安也因此被亚美尼亚人誉为“亚美尼亚本土报刊之父”。赫里米安还在修道院内建立了一所现代学校，向民众教授神学、音乐、语法、地理、亚美尼亚历史等科目，小说家拉菲亦曾短暂执教于此，1862年，第一批毕业生从该校毕业。在1896年的哈米德大屠殺中，修道院遭到洗劫，学校一些教师和学生被杀害。根据当时一位在凡城的美国人的说法，“瓦拉克修道院是整个（凡城）地区最著名、历史最悠久的修道院，历经几个世纪的风雨，几乎肯定会被焚毁。”

### 现代
1915年，正處於第一次世界大戰的鄂圖曼土耳其政府因為害怕亞美尼亞人叛亂，對居住在土耳其鄂圖曼帝國控制區內的亞美尼亞人進行了種族大屠殺，同年4月20日，约30名宪兵抵达瓦拉加万克，杀害了修道院的两名僧侣和四名仆人，並占领了修道院直到4月30日返回凡城。与此同时，3,000名躲避了大屠杀的亚美尼亚难民从哈亚佐尔山谷抵达瓦拉格山，不久，又有3,000名其他地方大屠杀的幸存者也加入了他们的行列，他们一起在山上的亚美尼亚村庄和瓦拉加万克修道院等地建立了临时避难所，还成立了自卫队，试图保护村庄；其中250人驻扎在瓦拉格，其余大部分驻扎在附近的舒尚茨修道院。在凡城总督杰夫代特的命令下，一支由300名骑兵、1,000名民兵和三个炮兵连组成的部队进攻瓦拉格。根据历史学家赖蒙·凯沃基扬的说法，在5月8日，舒尚茨的亚美尼亚人进行了一次薄弱的防御，但当地很快被攻陷，聚落被摧毁，土军在不久后占领了瓦拉加万克修道院，并将其烧毁，大多数难民被迫在晚上逃到凡城。
瓦拉加万克修道院被焚毁的确切日期尚不清楚。1915年4月27日，住在凡城的美国传教士克拉伦斯·厄舍尔和欧内斯特·亚罗向当地的美国领事提供了资讯，宣称“从我们的窗户可以清楚地看到山腰上的舒尚茨和瓦拉格修道院着火了，里面珍藏的古代手稿正在化为灰烬。”然而，克拉伦斯·厄舍尔的妻子伊丽莎白·巴罗斯·厄舍尔在日记中写道，修道院在4月30日遭到200名骑兵和步兵的袭击，但被击退，她认为修道院被焚毁的日期是5月4日。然而，另一位传教士教师格雷斯·H·纳普则回忆说：“5月8日，我们看到这个地方燃起熊熊大火，附近的瓦拉格修道院及其珍贵的古代手稿也化为灰烬。”

## 现况
瓦拉加万克修道院的主体部分在1915年被摧毁，但还有部分建筑留存下来，这些建筑大部分在20世纪60年代被摧毁。还有一部分在2006年後作为谷仓使用。据历史学家阿拉·萨拉菲安称，截至2012年，“修道院完好的部分难以保存至今”。土耳其学研究者珍妮·B·怀特博士则在2013年写道，在她访问期间，修道院的遗迹“只剩下几个砖砌的拱顶，用来饲养山羊，周围有一些摇摇欲坠的库尔德族房屋”。修道院保存最完好的部分是圣乔治教堂，现在由看门人看管，但其圆顶部分已经倒塌，只有一些壁画的痕迹遗留下来。而圣迹教堂的圆顶则已经完全毁坏。
2010年2月，凡省政府对凡湖阿克达马尔岛的圣十字大教堂进行了修缮，之后，该省副省长哈利尔·贝尔克（Halil Berk）宣布省长办公室正在研议修复瓦拉加万克修道院和恰尔帕纳克岛的克图茨修道院。同年6月，省长表示，当局将在“不久的将来”修缮恰尔帕纳克岛的修道院和瓦拉加万克修道院。2010年10月，《激进报》还报道称，瓦拉加万克修道院旧址附近的一座建于1997年的清真寺将被拆除，为修复瓦拉加万克教堂腾出空间。
2011年凡城地震对修道院建筑造成了进一步破坏。阿拉·萨拉菲安表示，“主教堂部分倒塌，其他部分严重受损。旧裂缝变大，新裂缝出现。” 据报道，土耳其工程师对修道院进行了检查，并宣布将于2012年春季开始修复工作，对此，萨拉菲安表示质疑，宣称土國当局过去也曾做出过这样的承诺，但教堂残破不堪的状况令修缮工作比过去任何时候都困难得多。2012 年 10 月，曾参与修复迪亚巴克尔圣吉拉戈斯教堂做出贡献的艺术家拉菲·贝德罗相表示，他曾希望修复瓦拉加万克，并称“安卡拉和凡城当局都同意启动修复专案，但社会和自然因素阻碍了其实施。”而亚美尼亚公共广播电台在2017年的报导则指出，凡城当局會定期将修道院剩余的砖石用于建造当地的清真寺等建物。

### 管理权
《塔拉夫报》在2012年9月报道称，该修道院归《新土耳其人报》记者兼高管法蒂赫·阿尔塔伊勒所有。在一次采访中，阿尔塔伊勒告诉该报，修道院一开始属于他的祖父，而他本人从父亲那里继承了这处建筑，而该修道院在亚美尼亚大屠杀期间被土國当局没收。之后，一群在土耳其的亚美尼亚人在活动家娜迪娅·乌伊贡（Nadya Uygun）的带领下发起请愿，要求阿尔塔伊勒“向亚美尼亚使徒教会土耳其教区申请，将教堂的所有权转让给相关 [亚美尼亚社区] 基金会。”阿尔塔伊勒随即告诉《阿戈斯报》，他准备将教堂交给亚美尼亚使徒教会君士坦丁堡教区，但没有政府机构与他对接，而且当局没有表现出合作的兴趣。2012年10月初，革命社会主义工人党活动人士在伊斯坦布尔贝伊奥卢的《新土耳其人报》总部前示威，要求阿尔塔伊勒将修道院土地归还给亚美尼亚人，但截至2022年9月，仍未取得任何进展。

## 建筑构造

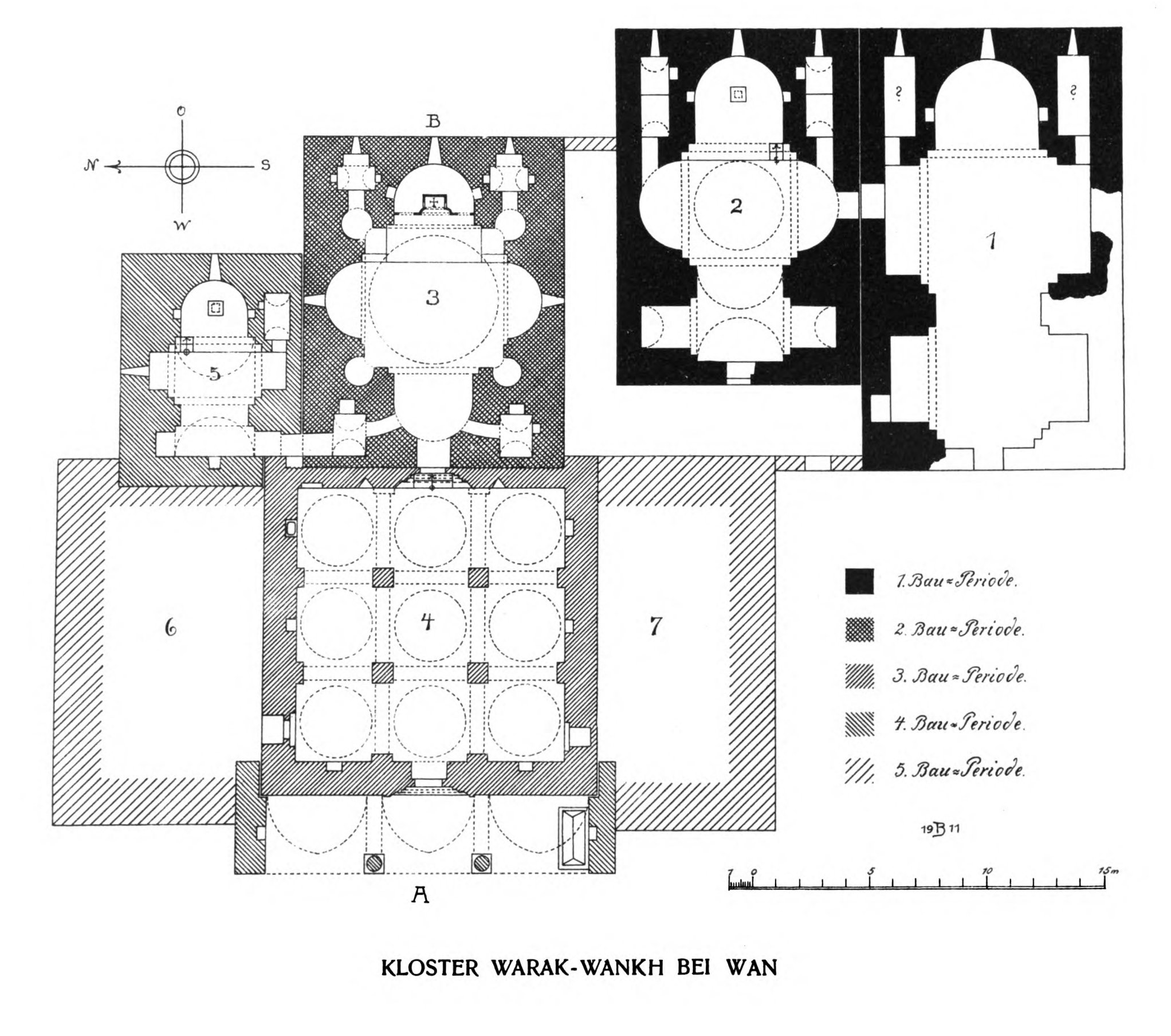
巴赫曼所绘制的建筑构造图。其中1、3所指建筑分别是圣索菲亚堂、圣玛利亚堂

修道院由六座教堂、一座前厅和其他建筑组成。瓦拉加万克的主教堂是圣母玛利亚堂，它建于11世纪，设计与瓦加尔沙帕特著名的圣赫里普西姆教堂相似。最早的建筑位于建筑群的南部，名为圣索菲亚堂，兴建于10世纪，库舒什女王曾支持修筑教堂，並于981年在其西墙上留下了一篇铭文。
19世纪访问当地的一些欧洲旅行家也提及了瓦拉加万克修道院的建筑构造。其中，英國旅遊家、考古學家奧斯丁·亨利·萊亞德曾在游记中提到：“大型亚美尼亚修道院‘七教堂’，由坚固的石砌建筑而成，周围环绕着一个种满树木的宽敞庭院...教堂是一座坚固的现代建筑，矗立在庭院内。它的墙壁上布满了图案，无论是设计还是做工都十分原始。”

## 典藏
在10世纪，加吉克一世的妻子姆尔凯王后向瓦拉加万克修道院赠送了《姆尔凯王后福音书》，这是最著名的亚美尼亚彩绘手稿之一。在14至16世纪，该修道院也成为手稿制作的主要中心。现在，而大部分在瓦拉加万克修道院制作出版的手稿保存在埃里温的梅斯羅普·馬什托茨寫本研究所。

## 文學影響
曾执教于此的小说家拉菲在其作品《星火》的第二章中提及了这座修道院。而诗人霍夫汉内斯·图马尼扬则在1910年撰写了一篇关于修道院的文章，以纪念姆克尔蒂奇·赫里米安，並记载了修道院作为西亚美尼亚教育和文化中心，为亚美尼亚民族文化复兴作出的贡献。

### 引注
1. ↑  在古典亞美尼亞正字法中也拼写为（Varagay vank）[4]，在正字法改革後写作（Varaga vank），在西亞美尼亞語中读作（Varakavank）。